# Chapelle Saint-Georges (Mistra)
Pour les articles homonymes, voir Chapelle Saint-Georges.
La chapelle Saint-Georges, (en grec moderne : Παρεκκλήσιο Αγίου Γεωργίου), Ágios Geórgios, est une chapelle de la ville basse médiévale de Mistra en Laconie dans le Péloponnèse en Grèce.

## Histoire
C'est une chapelle privée appartenant à une riche famille de la ville basse. Elle date probablement du XIVe siècle, et a abrité la sépulture des propriétaires. 

## Description
Petite chapelle de style byzantin.